# Сенница аркания
Сенница аркания (лат. Coenonympha arcania) — вид дневных бабочек из семейства Бархатницы.

## Этимология
Arcania (латинский) — таинственная, скрытная.

## Описание
Длина переднего крыла 16—20 мм. Верхняя сторона передних крыльев обычно темно-оранжевого цвета, с широкой коричневой каймой. Задние крылья сверху тускло-коричневого цвета. На нижней стороне задних крыльев имеется светлая краевая перевязь и хорошо выделяющееся переднее глазчатое пятно за пределами перевязи.

## Ареал и местообитания

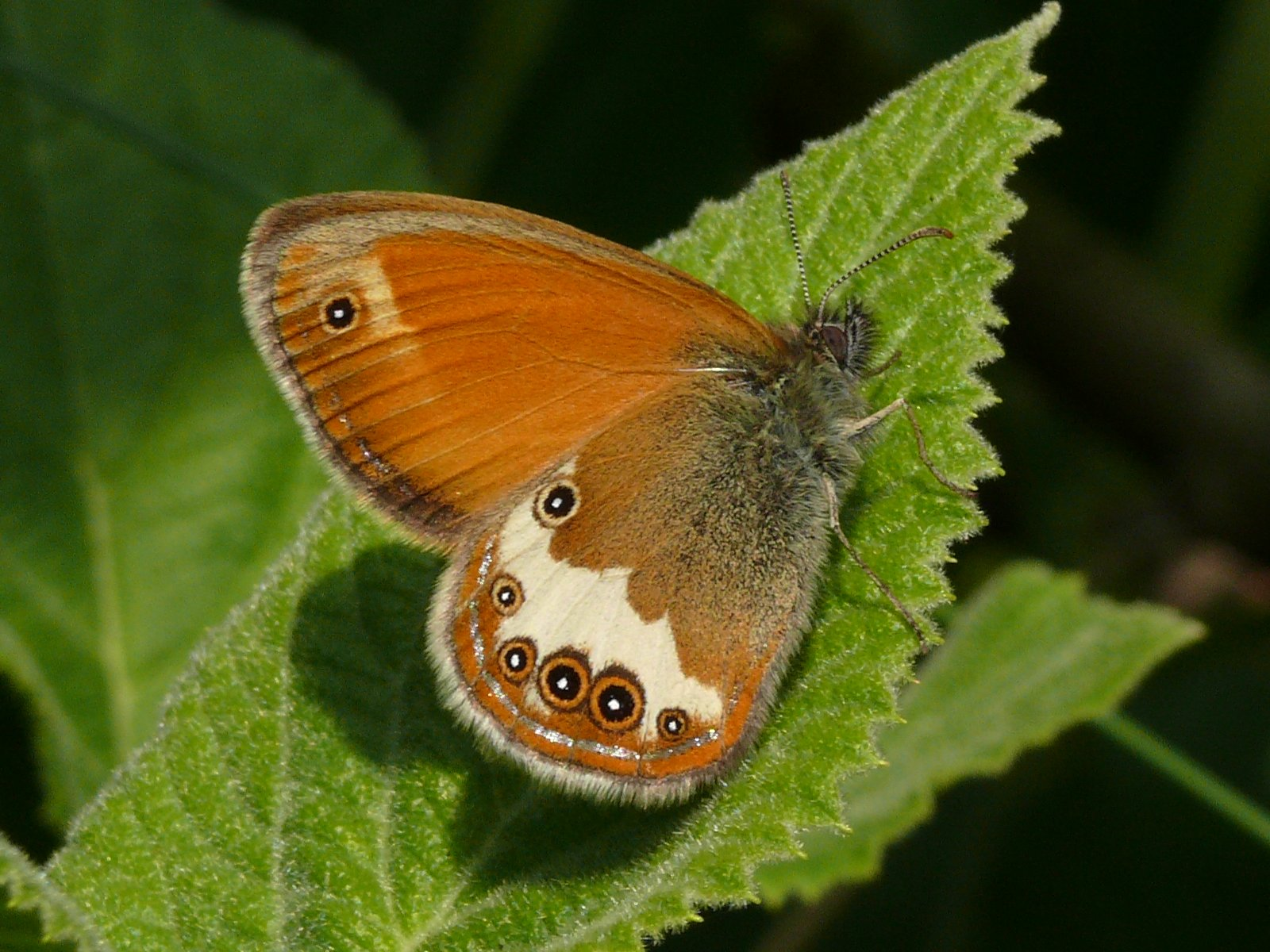

Европа, Урал, Кавказ и Закавказье, Малая Азия, Иран. Обычный и широкораспространённый вид на большей части Восточной Европы. На севере вид не проникает дальше прибалтийских государств, а в России его ареал простирается от юга Ленинградской области на восток до Южного Урала. На юге не встречается только в Крыму и в сухостепной подзоне степной зоны Украины.
Населяет лесные опушки, обочины дорог в дубравах и других лиственных и смешанных лесах, поляны. Обычно встречается в редколесье и под пологом леса. Редко отмечается в садах и парках. Является тенелюбивым видом.
На Кавказе бабочки населяют опушки лесов, редколесья и кустарниковые заросли. В горах поднимается на высоты до 2000 м. Обычный, а в отдельные годы и массовый вид.

## Биология

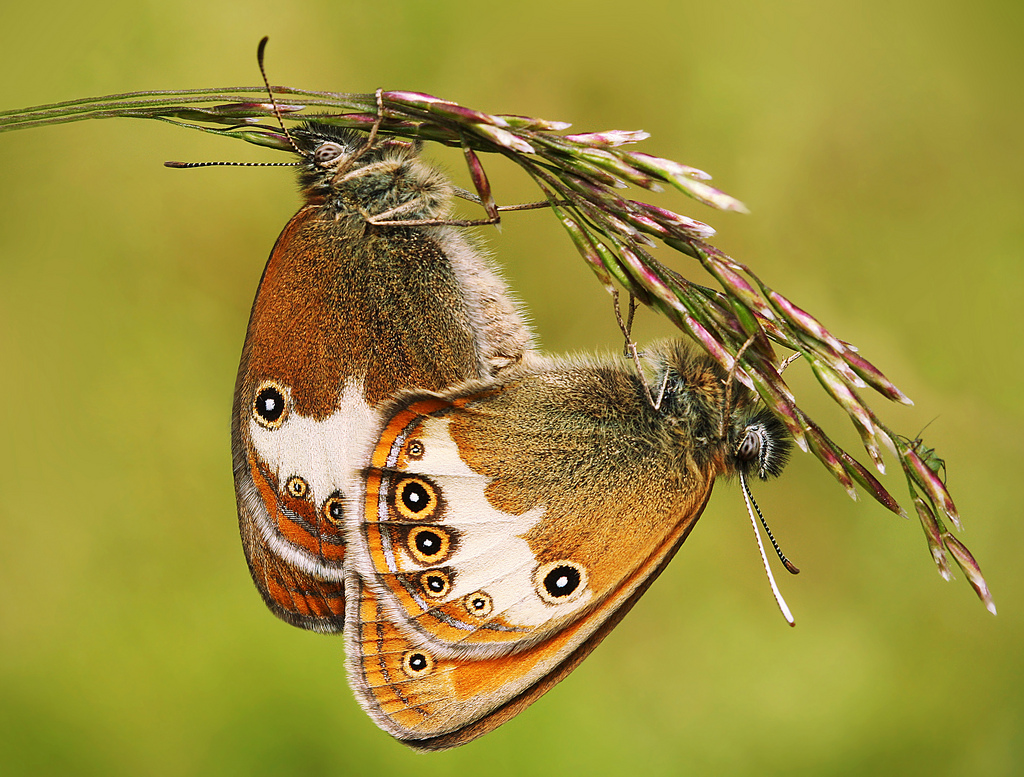
Спаривающаяся пара

Обычно вид развивается в одном поколении. Время лёта бабочек отмечается с конца мая до августа. Для юга Европейской части России обычно приводится информация о двух поколениях — тогда лет бабочек продолжается с конца мая по сентябрь. Спорадическое развитие второго поколения отмечено в Чехии.
Бабочки часто присаживаются на освещенные солнцем листья кустарников и невысоких деревьев, реже на траву и цветы.
Самка откладывает одиночные яйца. Гусеницы развиваются с осени по май (зимуют), окукливаются на нижней стороне листьев. Кормовые растения гусениц: бухарник, хмель обыкновенный, перловник поникающий, мятлик луговой, мятлик. Яйца диаметром яйца 0,9—1,1 мм развиваются 7—8 дней. Гусеница в своем развитии проходит 5 возрастов. Первый возраст продолжается 7—9 дней, второй — 8—16 дней, пятый возраст — 6—8 дней. Зимуют гусеницы четвертого возраста. Гусеница последнего пятого возраста вырастает в длину до 24 мм. Стадия куколки продолжается 8-9 дней. Длина куколки 10-11 мм.